# Kuniaki Koiso
Kuniaki Koiso (japonsky: 小磯 國昭; 22. března 1880 Ucunomija – 3. listopadu 1950 Tokio) byl japonský generál a politik, premiér Japonska v letech 1944–1945. Ve stejné době byl předsedou jediné povolené strany, Asociace pro podporu trůnu. Dvakrát byl též ministrem kolonií (1939, 1940) a v letech 1942–1944 generálním guvernérem Koreje. Jako válečný zločinec byl tokijským tribunálem odsouzen na doživotí a zemřel ve vězení.

## Život
Narodil se v samurajské rodině. Vystudoval Císařskou japonskou vojenskou akademii (1900) a Armádní válečnou akademii (1910). V červnu 1901 byl jmenován poručíkem 30. pěšího pluku. Během rusko-japonské války, v červnu 1905, byl povýšen na kapitána. V prosinci 1910 se vrátil na Císařskou japonskou vojenskou akademii jako instruktor.
V září 1912 byl převelen do generálního štábu Kuantungské armády a v srpnu 1914 byl povýšen na majora a velitele praporu 2. pěšího pluku. V červnu 1915 byl převelen na velitelství generálního štábu, v červenci 1918 byl povýšen na podplukovníka a v červenci 1921 byl vyslán k japonské císařské armádní letecké službě. Po svém povýšení na plukovníka v únoru 1922 byl v červnu 1922 poslán jako vojenský atašé do Evropy. V srpnu 1923 se vrátil, aby převzal velení 51. divize. Během 20. let se připojil k relativně umírněné armádní frakci Tóseiha vedené generálem Kazušige Ugakim. Po návratu do generálního štábu v květnu 1925 byl v prosinci 1926 povýšen na generálmajora a v srpnu 1931 na generálporučíka. V té době se ale radikalizoval a stal se členem ultranacionalistické strany Sakura Kai. Podílel se dokonce na jejím pokusu o státní převrat v březnu 1931.
V únoru 1932 se stal náměstkem ministra války a v srpnu 1932 současně náčelníkem štábu Kuantungské armády. V březnu 1934 byl převelen k velení 5. divize v Hirošimě. Od prosince 1935 pak převzal velení armády Čósen v Koreji. V listopadu 1937 byl povýšen na generála a v červenci 1938 znovu vstoupil do generálního štábu.
V červenci 1938 opustil aktivní službu a byl převeden do záloh. Od dubna do srpna 1939 působil v kabinetu premiéra Kiičiróa Hiranumy jako ministr koloniálních záležitostí. Na stejnou pozici se vrátil znovu v roce 1940 v Jonaiově kabinetu.
V letech 1942 až 1944 byl generálním guvernérem Koreje a během této doby získal přezdívku "Korejský tygr" (spíše pro svůj vzhled než pro svou vojenskou zdatnost). Jako guvernér, tedy koloniální správce, pokračoval v tvrdé politice svého předchůdce. 1. srpna 1943 zavedl vysoce nepopulární brannou povinnost pro Korejce, která je donutila bojovat na straně Japonců za druhé světové války. Ani po válce neuvěřil, že Korea může být nezávislým státem a vysmíval se této možnosti, která se právě stávala realitou.
Po vylodění Spojenců v Normandii (6. června 1944) a jejich dobytí Saipanu (9. července 1944) premiér Hideki Tódžó rezignoval. Při výběru nového premiéra nebyl Koiso favoritem a byly známy i císařovy výhrady související s jeho podílem na pokusu o puč roku 1931. Ale nakonec byl vybrán jako kompromisní kandidát. Ve funkci premiéra se pak pokusil ukončit rivalitu mezi armádou a námořnictvem vytvořením postu Nejvyššího náčelníka štábu, ale ten byl výhodnější pro armádu, takže hořký odpor námořnictva odsoudil plán k zániku. Místo toho byla vytvořena Nejvyšší rada pro vedení války (fungovala od 4. srpna 1944 –do 22. srpna 1945). Na jejích zasedáních nebyl Koiso ovšem brán vážně a jeho autoritu otevřeně srážel Hata Hikosaburo. Dokonce mu někteří generálové neposkytovali ani dostatek informací o svých plánech.
Když byl jako premiér seznámen se situaci na bojištích, pronesl, že netušil, že Japonsko prohrává tak drtivě. Jeho strategií pro ukončení války bylo zasadit tvrdý úder americké armádě na Filipínách a vynutit si vyjednávání. Generál pověřený obranou Filipín, Tomojuki Jamašita, však s plánovači v Jižní expediční armádě nesouhlasil. Armáda a námořnictvo se proto nemohly dohodnout na koordinovaném plánu. Přestože tato strategie selhala a zejména po americkém úderu u Leyte byla dále nepoužitelná, Koiso svůj způsob myšlení nezměnil. Koncem roku 1944 stále plánoval vyslat prince Fumimara Konoea na mírovou misi do neutrálních zemí, Švýcarska a Švédska, ale k reálným krokům nedošlo. 7. září 1944 vydal prohlášení, ve kterém naznačil, že Japonsko v blízké budoucnosti poskytne Indonésii nezávislost. Chtěl tím obyvatelstvo pod japonskou koloniální nadvládou získat na svou stranu.
V závěru Koisova premiérství japonské síly utrpěly řadu porážek na všech frontách, především Čína byla prakticky ztracena. Po nějakou dobu Koiso uvažoval o uzavření míru, ale nemohl najít řešení, které by uspokojilo jak japonskou armádu, tak Spojence. Nezbývalo mu nic jiného, než pokračovat ve válečném úsilí. Chtěl rozšířit svou moc nad armádou tím, že by převzal post ministra války, ale to mu jako záložákovi zakazoval zákon. Svržení amerických zápalných bomb na Tokio 10. března 1945 definitivně otřáslo jeho autoritou. Ministři jeho vlastního kabinetu mu pak zabránili pokusit se dojednat mírovou dohodu s Čínou. Jakmile se americké síly vylodily na Okinawě, Koiso podal demisi. Jeho požadavek, aby byl zahrnut do vojenského rozhodování byl vzápětí odmítnut.  
Po skončení války byl zatčen spojeneckými silami a souzen Mezinárodním vojenským tribunálem pro Dálný východ za válečné zločiny. Byl odsouzen na doživotí. Zemřel na rakovinu jícnu ve věznici Sugamo v roce 1950. 